# Néohespéridoside
Un néohespéridoside est un glycoside dérivé d'un néohespéridose sous forme de rutinose α-L-rhamnopyranosyl-(1→2)-β-D-glucopyranosyl, où la molécule de  α-L-rhamnose est liée à celle de β-D-glucose par un lien 1→2 glycosidique.
Ce disaccharide est présent dans certains flavonoïdes.
Parmi les néohespéridosides on compte notamment : la poncirine qui donne aux pépins d'agrumes leur amertume, l' apigénine 7-O-néohespéridoside ou rhoifoline, présente dans le citron et la bigarade, la véronicastroside, un dérivé 7-O-néohespéridoside de la lutéoline, la naringine qui donne au pamplemousse sa saveur amère, la néoériocitrine abondante dans le citron et la lime, la néohespéridine, ou hespérétine7-O-néohespéridoside, un dérivé de l'hespérétine, la néohespéridine, la néohespéridine dihydrochalcone, un édulcorant artificiel, la pinocembrine 7-rhamnosylglucoside, un dérivé de la pinocembrine, un antioxydant présent dans le miel, le curcuma et la propolis, la tricine 7-O-néohespéridoside, un dérivé de la tricine présente dans le son de riz et la canne à sucre .